# فيليكيي دالنيك (محافظة أوديسا)
فيليكيي دالنيك (Великий Дальник) هي قرية في محافظة أوديسا في أوكرانيا.
يبلغ عدد سكانها حوالي 7430 نسمة.